# Jadwiga I của Ba Lan
Jadwiga I của Ba Lan (sinh ngày 3 tháng 10, 1373 và 18 tháng 2, 1374 ở Buda, mất ngày 17 tháng 7 năm 1399 tại Krakow) là Nữ Quốc vương đầu tiên của Ba Lan cũng như là quốc vương cuối cùng xuất thân từ vương tộc Anjou ở Ba Lan. Bà là con gái của vua Lajos I Vĩ đại, vua Hungary - Ba Lan với vương hậu Elizabeta xứ Bosnia. Jadwiga lên ngôi quốc vương Ba Lan năm 1384 sau khi cha là Lajos vừa qua đời, sau đó đồng cai trị với chồng là Władysław II Jagiełło.

## Thời niên thiếu
Theo nhiều tài liệu, Jadwiga là người con duy nhất còn sống của vua Lajos I với vương hậu Elizabeta. Năm sinh của bà không được xác định rõ, theo nghiên cứu của sử học hiện đại thì bà sinh năm 1374. Khoa học lịch sử hiện đại Ba Lan xác định Jadwiga sinh vào tháng 2/1374. Ngay sau khi được sinh ra ít lâu, công chúa được đặt tên là Jadwiga - phỏng theo tên của thánh Jadwiga Śląska, nữ công tước xứ Wrocław; bà cố Jadwiga, vợ của Władysław.
Khi còn niên thiếu, Jadwiga được cha cho ăn học ở Buda. Vương nữ được học ngoại ngữ, yêu thích đọc sách, âm nhạc, nghệ thuật và khoa học. Tháng 6/1378, Jadwiga được cha cho đính hôn với hoàng tử bé mới 8 tuổi Wilhelm họ Habsburg. Tuy nhiên, cuộc hôn nhân bị hủy bỏ do bên triều đình Habsburgs đòi thách cưới quá cao - 200.000 florins bằng vàng.

## Đăng quang và lên ngôi vua Ba Lan
Tại đại hội quý tộc ở Radomsko vào ngày 25 tháng 11 năm 1382, các quý tộc quyết định cử một trong số những người con của Lajos I lên ngôi. Đáp lại quyết định của Đại hội, vương hậu Elisabeth ra tuyên bố đưa con gái Jadwiga lên kế vị (Đại hội Sieradz, 8/1383).
Vào mùa thu ngày 13 tháng 10 năm 1384, Jadwiga từ Hungary đến Ba Lan và vào nhà thờ Wawel. Vào ngày 16 tháng 10 cùng năm tại Kraków, Jadwiga được trao vương miện quốc vương Ba Lan bởi Đức Tổng Giám Mục Gniezno là Bodzanta. Tháng 8/1385, Jadwiga được chuẩn bị để kết hôn với Wilhelm họ Habsburg. Lo sợ Nữ vương Ba Lan sẽ liên minh với Áo, các quý tộc Ba Lan hướng nhà vua vào liên minh với Lithuania. Cuối năm 1385, Dobiesław Kurozwęcki cải trang thành người Áo đến Lithuania để gặp Jogaila để định việc hôn nhân, và đại công Lithuania đồng ý. Jogaila sang Ba Lan và buổi lễ kết hôn giữa ông với Nữ vương Ba Lan đã diễn ra ở nhà thờ Wawel (15/2/1386). Cũng tại nhà thờ này, ngày 4/3/1386 Jogaila chính thức đăng quang ngôi vua Ba Lan, hiệu Władysław II Jagiełło.
Sau khi đưa chồng lên ngôi đồng cai trị, Jadwiga tiến hành các hoạt động để mở rộng vương quốc. Mùa xuân năm 1387, Jadwiga mở cuộc tấn công vào chiếm lại Red Ruthenia đang bị người Hungaria chiếm đóng. Tháng 3/1387, Lviv bị Ba Lan đánh chiếm. Tháng 9/1387 tại Lviv, Jadwiga tỏ lòng kính trọng Hospodar Moldovan Piotr I. Năm 1397 ở Inowrocław, bà đã tổ chức một hòa đàm với thống lĩnh Teutons là Konrad von Jungingen để thương lượng cho Ba Lan lấy lại đất Dobrzyn.
Về văn hóa, Jadwiga tập hợp các nhà trí thức Ba Lan như Piotr Wysz, Mateusz của Kraków và Hieronim của Praha tổ chức dịch bản Thánh Vịnh ra tiếng Ba Lan. Bà cho thành lập nhiều nhà thờ và tu viện, bệnh viện. Năm 1397, bà thành lập một ký túc xá cho sinh viên Ba Lan và Lithuania tại Đại học Charles ở Prague. Trong năm đó, Jadwiga nhận được sự đồng ý của Giáo hoàng Bônifaciô IX để thành lập khoa thần học tại Học viện Krakow.
Jadwiga qua đời vào ngày 17 tháng 7 năm 1399 vì bệnh hậu sản, bốn ngày sau khi cô con gái mới sinh Elisabeth vừa qua đời. Mộ được chôn ở nhà thờ Wawel